# 10830 Desforges
10830 Desforges (1993 UT6) là một tiểu hành tinh vành đai chính được phát hiện ngày 20 tháng 10 năm 1993 bởi E. W. Elst ở Đài thiên văn Nam Âu. The asteroidđược đặt tên theo tên của Jacques Desforges (1723–1791), một mục sư người pháp từng bị giam trong năm 1758 ở Bastille, trong suốt thời gian Đó ông đã nghĩ ra ý tưởng về một chiếc máy bay.